# كيسة
الكِيسَة (بالإنجليزية: Cyst)‏ ويعرف أيضًا بالكيس المائي.
هي كيس صغير له غشاء وحدود ويختلف عن النسيج المجاور، وقد يحوي هواءً أو سوائل أو شبه سائل.
يصيب مناطق عديدة من الجسم نتيجة عدوى بكتيرية ويزال غالبًا بتدخل جراحي خصوصا الكيس المبيضي أو الرئوي.
أما إذا كان هذا التجمّع من القيح، فيطلق عليه خرّاج، وليس كيساً.
قد تتحلل الكيسة في بعض الأحيان من تلقاء نفسها. أما عند فشل الكيسة في التحلل من تلقاء نفسها، فقد تحتاج إلى إزالتها عن طريق الجراحة ولكن هذا يعتمد على نوع الكيسة، ومكانها الذي تشكلت فيه من الجسم.